# Буйволовецький
Бу́йволовецький — пасажирський залізничний зупинний пункт Жмеринської дирекції Південно-Західної залізниці на одноколійній неелектрифікованій лінії Гречани — Ярмолинці між станціями Скібнево (6 км) та Волудринці (5,3 км). Розташований біля села Буйволівці Хмельницького району Хмельницька область.

## Пасажирське сполучення
На зупинному пункті Буйволовецький зупиняються приміські поїзди сполученням Ларга — Гречани — Хмельницький.